# Naturzentrum Thurauen
Das Naturzentrum Thurauen ist ein Informations- und Erlebniszentrum in Flaach im Zürcher Weinland in der Schweiz. Es wurde 2011 gegründet und informiert über das Renaturierungsprojekt der Thurauen an der Thur.

## Hintergrund
Durch Flussbegradigungen, Trockenlegung und Umwandlung in Landwirtschaftsland und Siedlungsflächen sind über 90 % der ursprünglichen Flussauen in der Schweiz zerstört worden. Dabei sind sie auch für den Menschen von grosser Bedeutung, denn Auen schützen vor Überschwemmungen, sorgen für sauberes Trinkwasser und sind wertvolle Erholungsgebiete. 
Die Thurauen sind die grösste Auenlandschaft im Schweizer Mittelland und ein Naturschutzgebiet von nationaler Bedeutung. Sie beherbergen eine Vielzahl an seltenen Tier- und Pflanzenarten, wie zum Beispiel den Eisvogel, den Pirol oder den Biber. Seit 2008 sind die Thurauen Schauplatz einer der grössten Renaturierungen des Landes. Die Thur darf nun auf den letzten fünf Kilometern vor der Mündung in den Rhein wieder frei fliessen.
Mit dem Projekt „Hochwasserschutz und Auenlandschaft Thurmündung“ erhält die Thur nicht nur ihre Dynamik zurück. Erstmals wurde in der Schweiz eine Verknüpfung von Naturschutz, Hochwasserschutz und Tourismus angestrebt.
Die Aussichtsplattform wurde 2025 durch einen Beobachtungsturm ersetzt.

## Auftrag und Trägerschaft
Um die Bevölkerung über die Renaturierung der Thur zu informieren und ihr unmittelbare Naturbegegnungen zu ermöglichen, beauftragte der Kanton Zürich die Stiftung PanEco mit dem Aufbau und Betrieb des Naturzentrums Thurauen. Das Naturzentrum ist damit Teil einer spendenfinanzierten Stiftung, die sich für Natur- und Artenschutz sowie Umweltbildung einsetzt und mit dem ZEWO-Gütesiegel ausgezeichnet worden ist.

## Ausstellung und Erlebnispfad
Die interaktive Ausstellung im Besucherzentrum vermittelt Besuchern die Lebensräume einer Flussaue. An einem symbolischen Flusslauf wird die Entwicklung der Thur von der Begradigung bis zur Renaturierung aufgezeigt. Ein Luftsteg verbindet das Besucherzentrum mit dem Erlebnispfad durch den Auenwald.

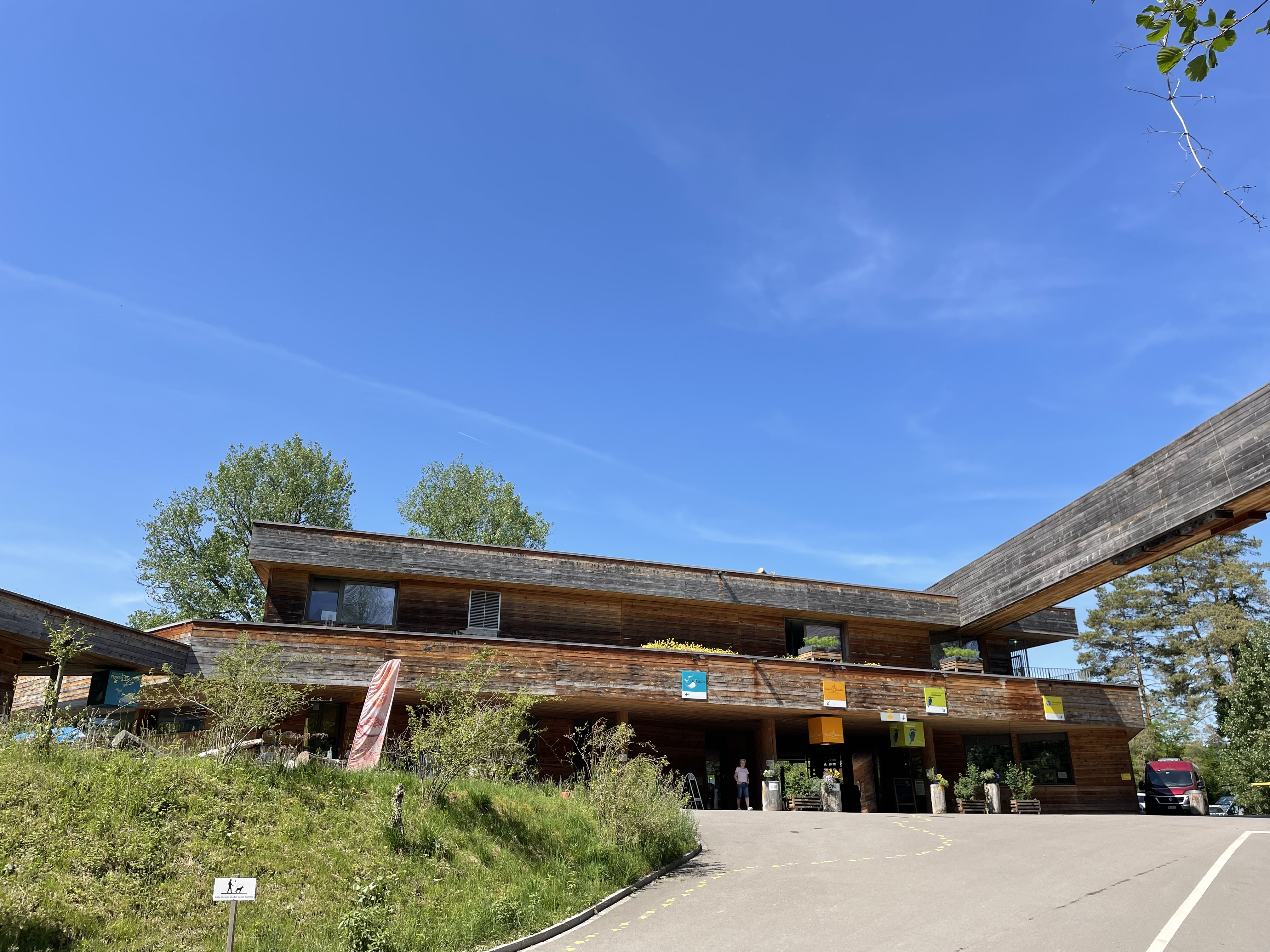
Zentrum
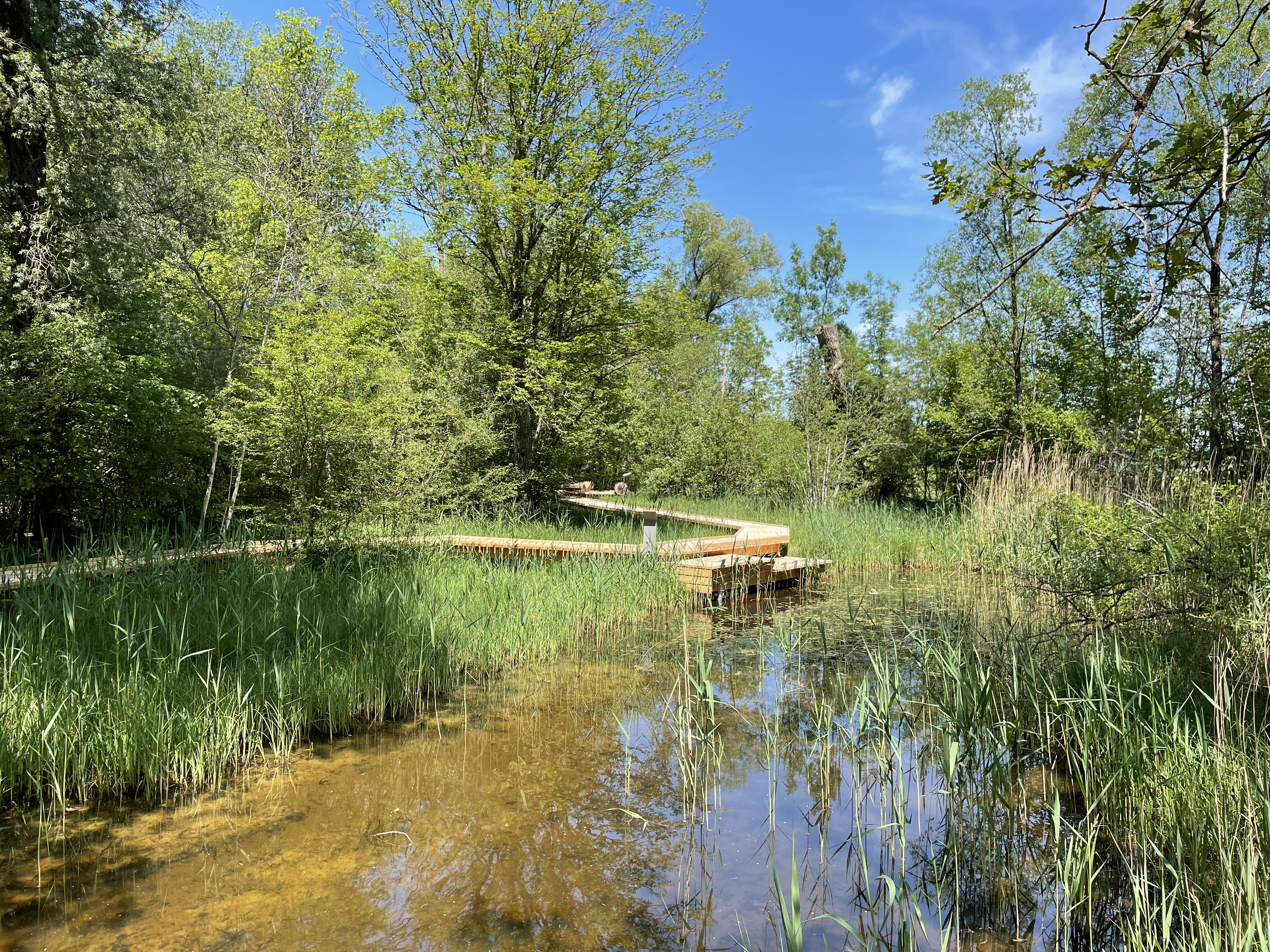
Erlebnispfad
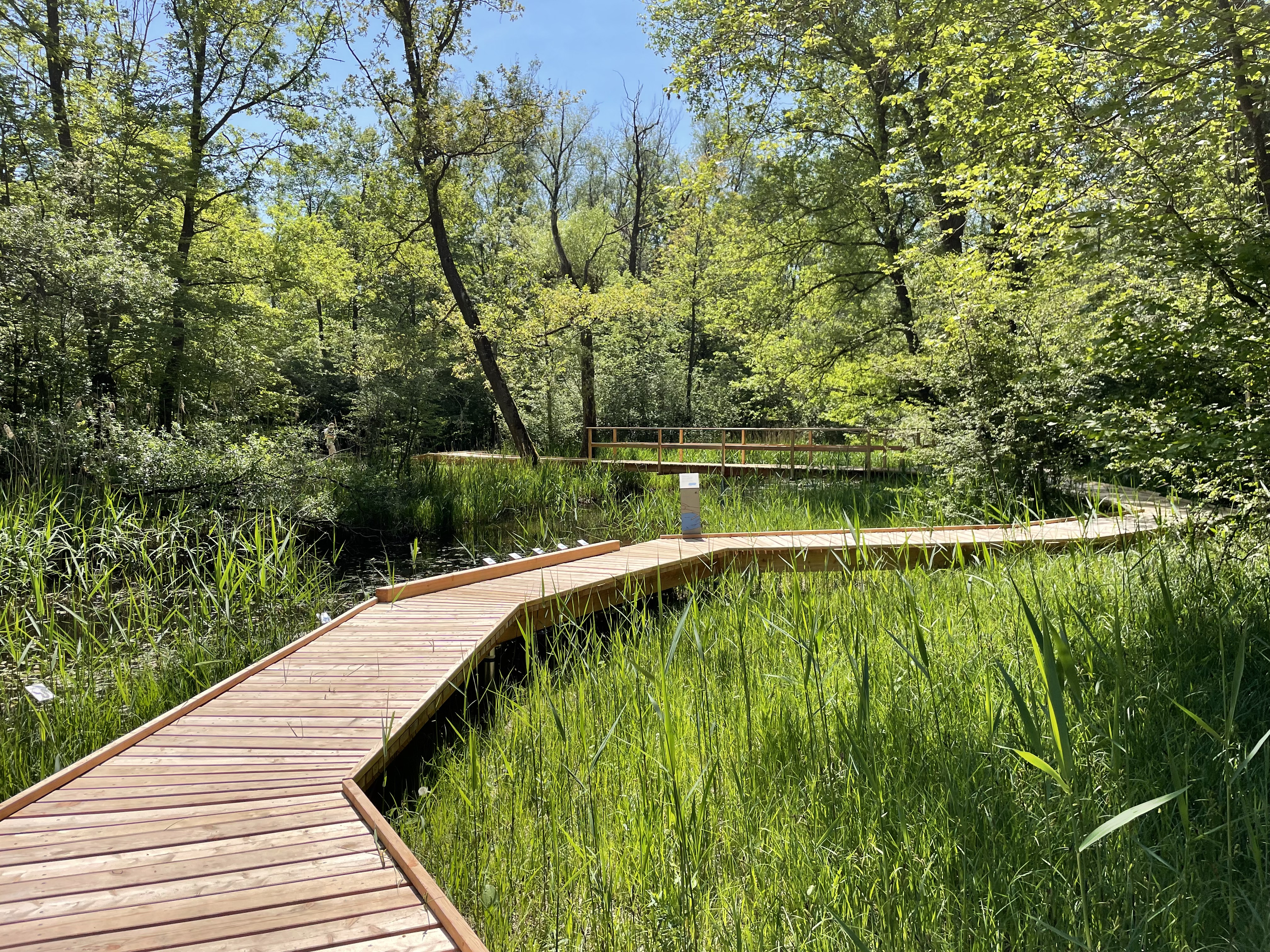
Erlebnispfad

Zum Zentrum gehört ein Restaurant. Daneben liegt auf der einen Seite ein Campingplatz, auf der anderen Seite das öffentliche Freibad der Gemeinde Flaach.

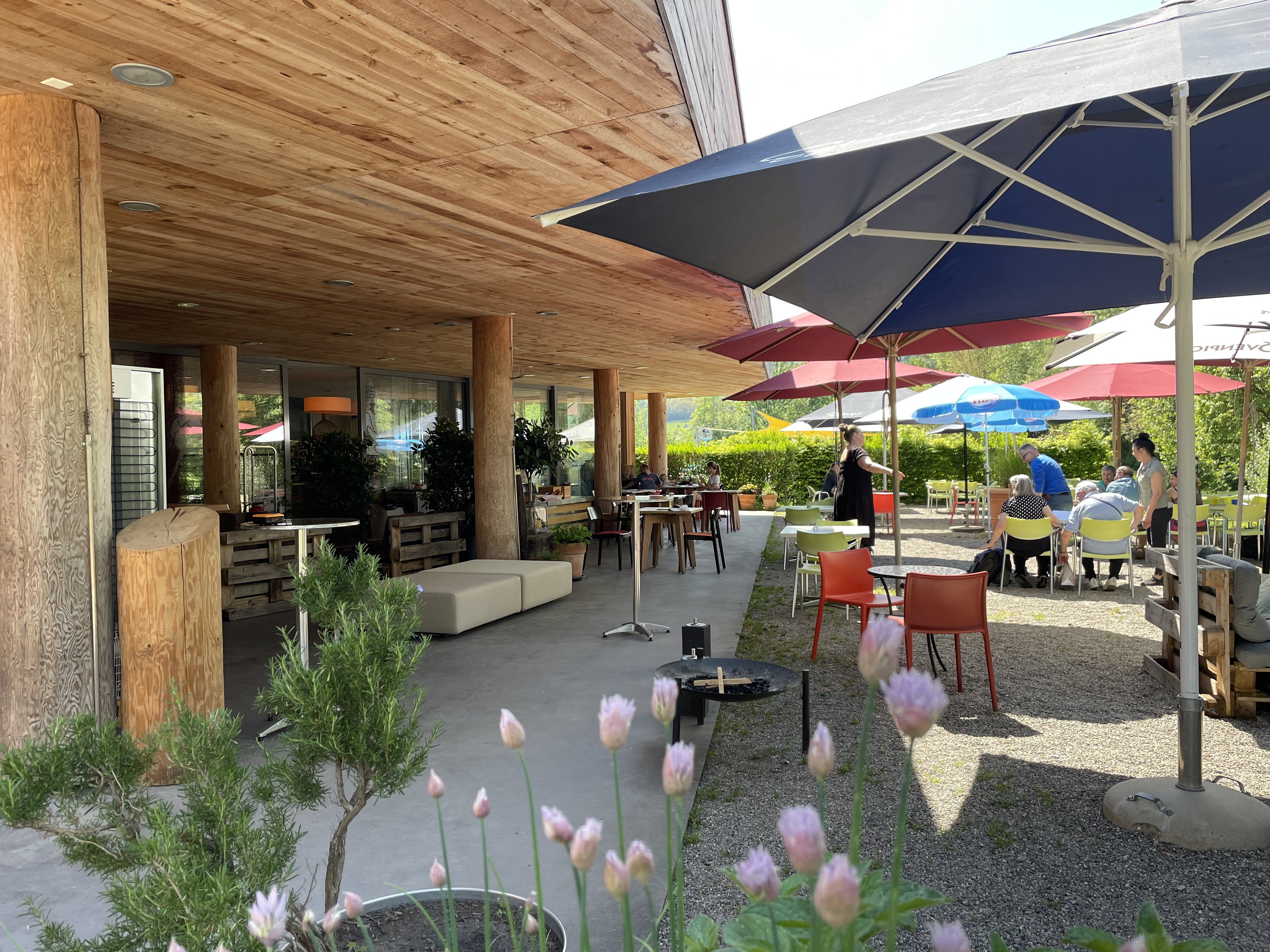
Restaurant
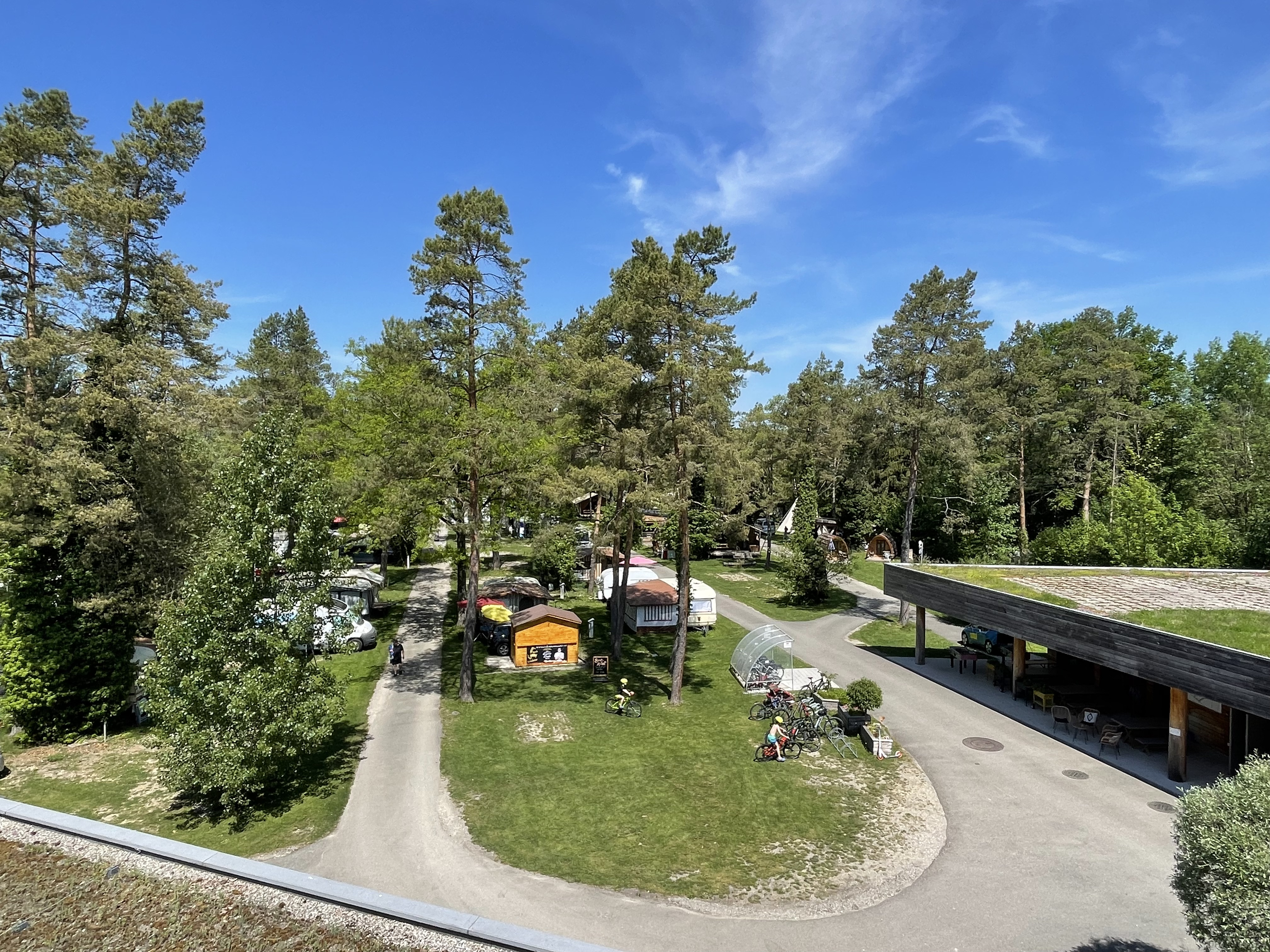
Campingplatz
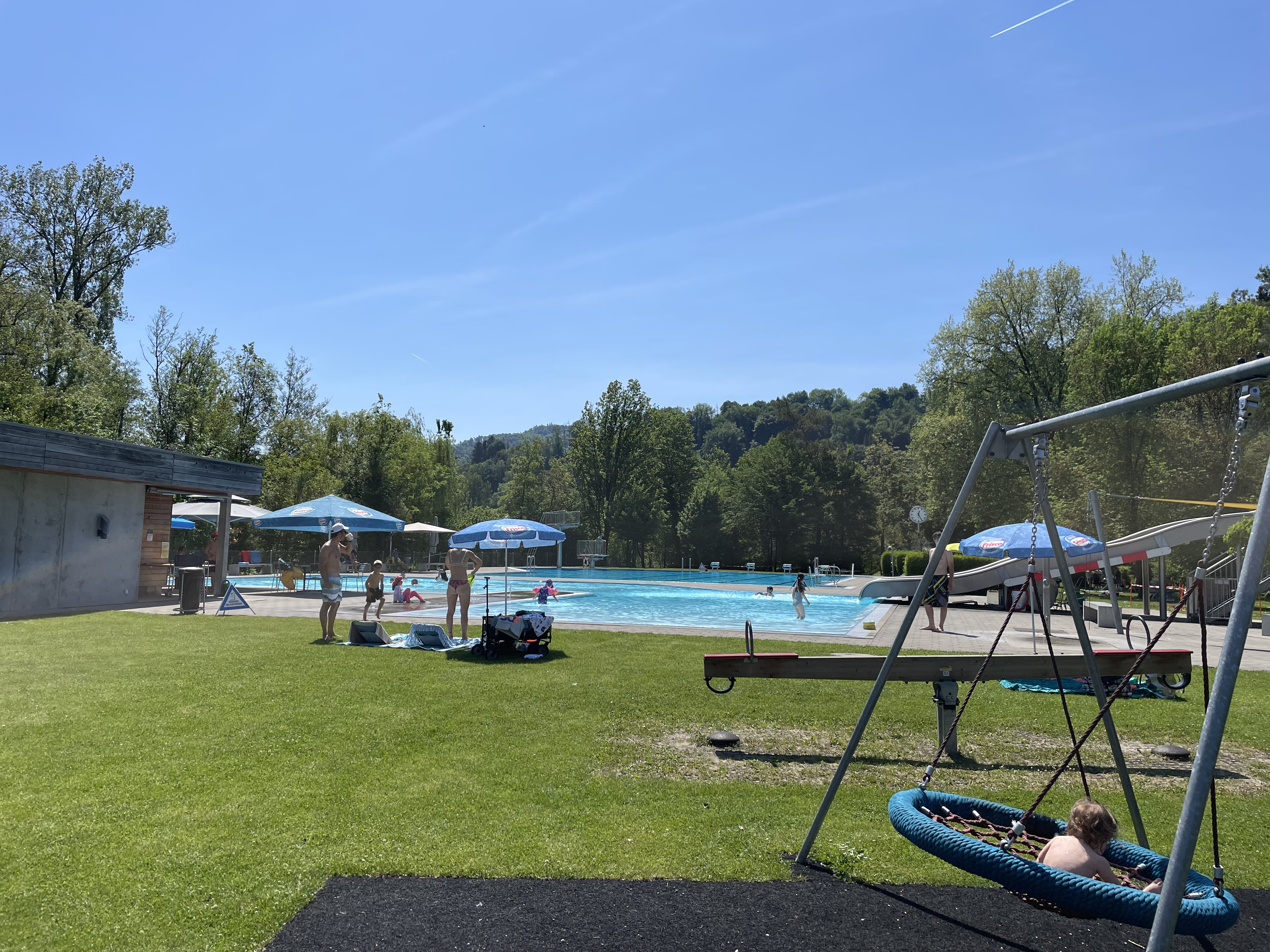
Freibad